# Montfort Stima
Montfort Stima (* 27. Dezember 1957 in Neno, Malawi) ist Bischof von Mangochi.

## Leben
Montfort Stima empfing am 3. August 1986 das Sakrament der Priesterweihe.
Am 25. Januar 2010 ernannte ihn Papst Benedikt XVI. zum Titularbischof von Puppi und bestellte ihn zum Weihbischof in Blantyre. Der Erzbischof von Blantyre, Tarcisius Gervazio Ziyaye, spendete ihm am 24. April desselben Jahres die Bischofsweihe; Mitkonsekratoren waren der Bischof von Mangochi, Alessandro Pagani SMM, und der Bischof von Mzuzu, Joseph Mukasa Zuza.
Am 6. Dezember 2013 ernannte ihn Papst Franziskus zum Bischof von Mangochi. Die Amtseinführung erfolgte am 22. Februar 2014.